# Томас, Филип Майкл
Филип Майкл Томас (англ. Philip Michael Thomas; 26 мая 1949, Колумбус, Огайо, США) — американский актёр и певец. Наиболее известен ролью полицейского под прикрытием Рикардо Таббса в телесериале «Полиция Майами».

## Биография
Филип Майкл Томас родился в Колумбусе (Огайо), вырос в Сан-Бернардино (Калифорния). Его отцом был Луи Диггс, начальник цеха на заводе, матерью была Лулу Макморрис. Он и его семь сводных братьев и сестёр были записаны на фамилию Томас (фамилия первого мужа его матери).
В детстве принимал участие в церковных театральных постановках. В 15 лет начал петь в церковном хоре. Проявлял интерес к церковной службе. В 1967 году окончил среднюю школу и устроился на работу уборщиком, чтобы накопить деньги на колледж. Был принят в колледж города Хантсвилл, Алабама, где изучал религию и философию. После двух лет в колледже поступил в Калифорнийский университет в Риверсайде.
В это время успешно прошёл прослушивание и попал в мюзикл «Волосы», который тогда шёл в Сан-Франциско. Для того чтобы сосредоточиться на актёрской карьере бросил учёбу. В 1970-х годах снимался в кино. Самой заметной его работой этого периода стала музыкальная драма «Sparkle» (1976). Работал с Ральфом Бакши («Чернокожие» (1975) и «Эй, хорошо выглядишь» (1982)).
Успех к Филипу Майклу Томасу пришёл в 1984 году, когда он получил главную роль в популярном телесериале «Полиция Майами». Его напарником по сериалу стал актёр Дон Джонсон. Филип сыграл полицейского под прикрытием Рикардо «Рико» Таббса, работающего в Майами. Зарплата Томаса составляла $25,000 за одну серию в первых двух сезонах и $50,000 за серию в остальных трёх. Именно в этот период Томас придумал аббревиатуру «ЭГОТ» (англ. EGOT) («„Эмми“, „Грэмми“, „Оскар“, „Тони“»). Он сообщил, что собирается получить все эти награды. Впоследствии Филип никогда не был номинирован ни на одну из этих наград, хотя в 1986 году был номинирован на «Золотой глобус». Статуэтку в тот раз получил его партнёр по сериалу Дон Джонсон за роль Санни Крокетта.
На волне своего успеха на телевидении Филип попытался начать и музыкальную карьеру. В 1985 году на своём собственном лейбле Spaceship Records он выпустил альбом Living the Book of My Life. Альбом продавался плохо. Ни одна песня с него не была выпущена синглом, хотя на песню «Just the Way I Planned It» был снят видеоклип. Несколько раз его песни звучали в сериале «Полиция Майами» (серии «The Maze» и «Trust Fund Pirates»). В то же самое время собственный сольный альбом под названием Heartbeat записал его коллега по сериалу Дон Джонсон. Этот альбом был чуть более успешным. В 1988 году Томас презентовал свой второй альбом под названием Somebody. Он также был плохо принят и плохо продавался. В 1993 году Филип записал песню «My, My, My, Miami», которая победила на конкурсе песен посвящённых Майами. Позже сотрудничал с ямайским фитнес-инструктором Сэнди Морайс, для проектов которой писал музыку.
В первой половине 1990-х годов ещё продолжал сниматься в кино и сериалах. В 1994 году заключил контракт с компанией предоставляющей услуги экстрасенсов (Psychic Reader’s Network). Был рекламным лицом этой компании. В рекламных роликах использовал образ Рикардо Таббса из «Полиции Майами». В это время Филип даже выпустил тематическую аудиокассету PMT Psychic Connection, Volume I. Однако, с течением времени, компания стала чаще использовать для рекламы Мисс Клео, которая представлялась тогда мистическим шаманом с Ямайки. Томас подал в суд на них из-за нарушения своего контракта и выиграл дело, получив большие отступные.
Во второй половине 1990-х годов на телеэкранах США шёл детективный сериал «Детектив Нэш Бриджес» с Доном Джонсоном в главной роли. Несколько раз в эпизодических ролях там появлялся Филип Майкл Томас (серии «Wild Card» и «Out of Miami»).
В 2002 году в свет вышла игра Grand Theft Auto: Vice City, события которой происходят в Майами 1980-х годов. Филип Майкл Томас принимал участие в её озвучке. Он озвучил наркоторговца по имени Лэнс Вэнс (к слову сказать, Тётушку Пуле, главу банды гаитян, озвучила Мисс Клео). В 2006 году вышел приквел к этой игре под названием Grand Theft Auto: Vice City Stories, где Томас озвучил этого же персонажа.

## Фильмография
| Год       |     | Русское название                       | Оригинальное название                          | Роль                      |
| --------- | --- | -------------------------------------- | ---------------------------------------------- | ------------------------- |
| 1972      | ф   | Вернись, Чарлстон Блу                  | Come Back Charleston Blue                      | министр                   |
| 1972      | ф   | Стигма                                 | Stigma                                         | доктор Келвин Кросс       |
| 1973      | ф   | —                                      | Book of Numbers                                | Дейв Грин                 |
| 1973      | с   | —                                      | Griff                                          | Эдди Маршалл              |
| 1973—1974 | с   | —                                      | Toma                                           | Сэм Хупер                 |
| 1974      | с   | Добрые времена                         | Good Times                                     | Эдди Конрой               |
| 1974      | с   | Женщина-полицейский                    | Police Woman                                   | Сонни                     |
| 1975      | ф   | Мистер Рикко                           | Mr. Ricco                                      | Первис Мейпс              |
| 1975      | ф   | Чёрный кулак                           | Bogard                                         | Флетч / Бум Бум           |
| 1975      | с   | Карибе                                 | Caribe                                         | принц Джон                |
| 1975      | мф  | Чернокожие                             | Coonskin                                       | принц Джон                |
| 1976      | с   | Двигаясь                               | Movin’ On                                      | Рэнди / Братец Кролик     |
| 1976      | с   | Медицинский центр                      | Medical Center                                 | доктор Сэм Картер         |
| 1976      | ф   | —                                      | Sparkle                                        | Стикс                     |
| 1976      | ф   | Грибной человек                        | El Hombre De Los Hongos                        | Гаспар                    |
| 1976      | с   | —                                      | Sirota’s Court                                 | Джей Ви                   |
| 1977      | с   | —                                      | Insight                                        | Лютер                     |
| 1977      | кор | —                                      | Roosevelt and Truman                           | Гарри Трумэн              |
| 1978      | с   | Чудо-женщина                           | Wonder Woman                                   | Ферст                     |
| 1978      | с   | Старски и Хатч                         | Starsky & Hutch                                | Кингстон Сент-Жак         |
| 1978      | тф  | —                                      | The Beasts Are on the Streets                  | Эдди Морган               |
| 1978      | тф  | Страж закона без оружия                | Lawman Without a Gun                           | Руфус Картрайт            |
| 1978      | ф   | —                                      | Death Drug                                     | Джесси                    |
| 1979      | с   | Корни: следующие поколения             | Roots: The Next Generations                    | Эдди Франклин             |
| 1979      | ф   | Во тьме                                | The Dark                                       | Корн Роус                 |
| 1979      | тф  | Валентина                              | Valentine                                      | Бин                       |
| 1981      | с   | —                                      | Strike Force                                   | Уэсли                     |
| 1982      | с   | Охотник Джон                           | Trapper John, M.D.                             | Флойд Уолш                |
| 1982      | мф  | Эй, хорошо выглядишь                   | Hey Good Lookin’                               | Бугалу / Чаплин           |
| 1982      | ф   | Стигма                                 | Ot Kain                                        | н/д                       |
| 1984—1989 | с   | Полиция Майами                         | Miami Vice                                     | Рикардо «Рико» Таббс      |
| 1986      | тф  | Борьба за Дженни                       | A Fight for Jenny                              | Дэвид Колдуэлл            |
| 1988      | ф   | Повелитель скорости и времени          | The Wizard of Speed and Time                   | полицейский Мики Поланко  |
| 1989      | тф  | —                                      | False Witness                                  | Бобби Марш                |
| 1990      | с   | Супермальчик                           | Superboy                                       | Бримстоун                 |
| 1990      | с   | Зорро                                  | Zorro                                          | Джек Холтон               |
| 1990      | тф  | Немного солнца                         | A Little Piece of Sunshine                     | Томсон                    |
| 1991      | тф  | Перри Мейсон: Дело жестокого репортёра | Perry Mason: The Case of the Ruthless Reporter | Чак Гилмор                |
| 1991      | с   | —                                      | Detective Extralarge                           | Думас                     |
| 1992      | с   | Болотная тварь                         | Swamp Thing                                    | Барри Скотт               |
| 1993      | ф   | Похищение                              | Miami Shakedown                                | Фрэнк Фергюсон            |
| 1994      | ф   | —                                      | River of Stone                                 | н/д                       |
| 1994      | с   | —                                      | Fortune Hunter                                 | Гэри Колт                 |
| 1997      | с   | Мы — ангелы                            | Noi siamo angeli                               | Джо / отец Заккария       |
| 1997—2001 | с   | Детектив Нэш Бриджес                   | Nash Bridges                                   | Седрик Хоукс              |
| 1997      | ки  | —                                      | We Are Angels                                  | отец Заккария             |
| 2002      | ки  | —                                      | Grand Theft Auto: Vice City                    | Лэнс Вэнс                 |
| 2003      | ф   | Судьба                                 | Fate                                           | детектив Киприан Рейнс    |
| 2006      | ки  | —                                      | Grand Theft Auto: Vice City Stories            | Лэнс Вэнс                 |
| 2009      | кор | —                                      | Poet, Soldier                                  | Уэст                      |
| 2015      | кор | —                                      | Thank You, Fifteen                             | Кровавый Капитан / Портер |